# Laky Dezső
Alistáli Laky Dezső (Csurgó, 1887. február 1. – Budapest, 1962. június 30.) statisztikus, közgazdász, gazdaságpolitikus, a Magyar Tudományos Akadémia rendes tagja. Jelentős munkásságot fejtett ki a társadalom- és a gazdaságstatisztika terén, nevéhez fűződik az üzemgazdasági és háztartási statisztikai adatfelvételek magyarországi bevezetése. 1921 és 1948 között több hazai felsőoktatási intézményben volt a statisztika tanszékvezető egyetemi tanára. 1940–1941-ben Magyarország közellátásért felelős tárca nélküli miniszteri posztját töltötte be.

## Életútja
A Budapesti Tudományegyetemen végzett jogi tanulmányokat, ennek befejeztével államtudományi doktorátust szerzett. 1907-től 1921-ig a kereskedelemügyi minisztériumnál alkalmazták, s az Országos Magyar Királyi Statisztikai Hivatalhoz beosztva végezte a munkáját, 1909-től minisztériumi segédfogalmazóként, 1919 után pedig minisztériumi osztálytanácsosként. 1918-ban a pozsonyi Erzsébet Tudományegyetemen habilitált, és a népességi statisztika magántanára lett. 1921-től 1926-ig a szegedi Ferenc József Tudományegyetem statisztikai tanszékének vezetője volt nyilvános rendes tanári címmel, egyúttal 1925–1926-ban a jog- és államtudományi kar dékáni feladatait is ellátta. 1926-ban a budapesti Királyi József Műegyetemen a statisztika és az alkalmazott közgazdaságtan nyilvános rendes tanára lett. Két ízben, 1928–1931-ben és 1936–1937-ben a közgazdaság-tudományi kar dékánja volt. 1928–1930 között az Erzsébet Tudományegyetem állam- és jogtudományi karának magántanára volt. Az 1934 után Magyar Királyi József Nádor Műszaki és Gazdaságtudományi Egyetem nevet viselő intézményben tanított egészen 1944 márciusáig.
Szakmai pályájával párhuzamosan az 1930-as évektől aktívan részt vett a magyarországi gazdaság- és kereskedelempolitika alakításában. 1933-tól 1936-ig a minisztériumközi Árelemző Bizottság alelnöke, 1936-tól 1938-ig elnöke volt. 1935-ben a kis- és középipar fejlesztéséért felelős Iparosok Országos Központi Szövetkezetének elnökévé választották meg, a tisztséget 1945-ig látta el. 1938–1939-ben az árellenőrzés országos kormánybiztosaként tevékenykedett. 1939-ben a kormányon lévő Magyar Élet Pártja zászlaja alatt bekerült az országgyűlésbe, s 1944-ig képviselte a csurgói választókerületet. Időközben, 1940. december 17-e és 1941. szeptember 15-e között a Teleki-, illetve a Bárdossy-kormány közellátásért felelős tárca nélküli minisztere volt. A német megszállást követően, 1944. március 21-én a német államrendőrség, a Gestapo letartóztatta, és októberig a Bécs melletti lanzendorfi táborban raboskodott. Röviddel azután, hogy a Gestapo budapesti Fő utcai gyűjtőfogházba szállították, 1944. október 15-én kiszabadult és Budapest felszabadításáig bujkált.
Ezt követően folytatta az oktatómunkát a fővárosi műegyetemen, majd 1946-ban a Pázmány Péter Tudományegyetem statisztikai tanszékének vezetőjévé nevezték ki nyilvános rendes tanári címmel. A politikai átalakulás korszakában csak két évig irányíthatta a tanszéki munkát, korábbi politikai szerepvállalására hivatkozva 1948-ban kényszernyugdíjazták. 1951 nyarán családjával együtt kitelepítették Egyekre, ahol – immár idős emberként – 1953-ig a Tisza menti vízművek gyökérkúti telepére osztották be kubikosnak és nádvágónak. Miután vagyonát elkobozták és nyugdíját is megvonták, 1953 után Maglódon, 1955 után Budakeszin tartotta fenn magát alkalmi munkákból. 1958-ban részlegesen rehabilitálták, és 1961-ig a Központi Statisztikai Hivatal szaktanácsadójaként alkalmazták.

## Munkássága
A statisztika területén elsősorban Budapest demográfiai, társadalom- és gazdaságstatisztikai elemzésével foglalkozott, behatóan tanulmányozta és elemezte az öngyilkosság, a házasságon kívüli születés, a válás, a bűnözés stb. mutatószámait. Módszertani újításai között említendő, hogy kezdeményezésére vezették be az üzemgazdasági statisztikai adatfelvételezést, a statisztikai háztartás- és életmód-megfigyeléseket, valamint szorgalmazta a reprezentatív mintavételi módszer széles körű elterjedését. Emellett behatóan foglalkozott a statisztika tudományának történetével, elméleti kérdéseivel, de jelentős volt tudományszervező tevékenysége is.
A problémákra érzékeny statisztikusi-társadalomtudósi szemléletét az Auguste Comte által felvázolt pozitivista társadalom víziója és az annak kialakulását elősegítő altruista szemlélet befolyásolta. A puszta statisztikai trendelemzéseken túlmenően ajánlásokat tett az egyes társadalmi jelenségek pozitív irányba való elmozdítására. Ezt példázza, hogy az egyetemi hallgatókról végzett – több vonatkozásában negatív végkicsengésű – statisztikai felmérését követően javító célzattal élére állt a diákság kötelező testnevelését megszervező mozgalomnak.

### Társasági tagságai és elismerései
1926-ban a Magyar Tudományos Akadémia levelező, 1946-ban rendes tagjává választották. Az Akadémia szervezeti átalakítását követően, 1949-ben tanácskozó taggá minősítették, rendes tagságát csak posztumusz, 1989-ben állították vissza. 1925 és 1929 között a Magyar Statisztikai Társaság alelnöke, 1943 és 1946 között elnöke volt, 1941-ben pedig a társaság tiszteletbeli tagjává választották. Emellett 1929-től 1938-ig a miniszteriális Országos Statisztikai Tanács tudományos bizottsági munkáját is elnökölte, 1935-ben pedig a Nemzetközi Statisztikai Intézet (International Statistical Institute) rendes tagságát nyerte el.
A Magyar Koronás Bronzéremnek (polgári szalagon) és 1934-től a Magyar Érdemrend középkeresztjének a tulajdonosa.
Statisztikai tudományos munkásságáért 1925-ben az Akadémia Fáy András-díját, 1947-ben pedig a Magyar Statisztikai Társaság Keleti Károly-emlékérmét vehette át. A gazdaságpolitika terén elért eredményeiért 1941-ben magyar királyi titkos tanácsosi címet kapott.

## Főbb művei
- Magyarország városainak háztartása 1910-ben. Budapest. 1916
- Tizenöt év kivándorlásunk történetéből. Budapest. 1918
- Csonka-Magyarország megszállásának közgazdasági kárai. Budapest. 1923
- A gümőkórhalandóság Magyarországon a XX. század elején. Budapest. 1925
- Buday László élete és munkássága. Budapest. 1925
- Budapest székesfőváros népességének fejlődése 1900-tól 1920-ig, különös tekintettel a fejlődés gazdasági rugóira I–II. Budapest. 1927–1929
- Az általános forgalmi adó Budapesten 1921–1927. Budapest. 1929
- Az albérlők és ágybérlők szociális és gazdasági viszonyai Budapesten. Budapest. 1929
- A kereskedők szociális és gazdasági viszonyai Budapesten. Budapest. 1929
- Az iparosok szociális és gazdasági viszonyai Budapesten. Budapest. 1929
- Budapest épületviszonyai. Budapest. 1929
- A magyar egyetemi hallgatók statisztikája 1930. Budapest. 1931
- A törvénytelen gyermekek Budapesten. Budapest. 1932
- A háztulajdon alakulása Budapesten. Budapest. 1933
- Népesedéspolitika. Budapest. 1933
- A közületi alkalmazottak szociális és gazdasági viszonyai Budapesten. Budapest. 1934
- A magyar statisztika nagy korszakának akadémikus képviselői: Megemlékezés Kőrösy Józsefről, br. Láng Lajosról és Vargha Gyuláról. Budapest. 1938
- Statisztika. Budapest. 1941
- Statisztikai módszerek. Budapest. 1959